# When God Was a Woman
When God Was a Woman (Quan Déu Era una Dona) és el títol als Estats Units d'un llibre de 1976 escrit per l'escultora i historiadora de l'art Merlin Stone. Va ser publicat abans però al Regne Unit amb el títol The Paradise Papers: The Suppression of Women's Rites (Els Papers de Paradís: La Supressió dels ritus de les dones). Ha estat traduït al francès com Quand Dieu était femme (SCE-Services Complets d'Edition, Québec, Canada) el 1978, a l'holandès com Eens was God als Vrouw belichaamd – De onderdrukking van de riten van de vrouw el 1979, a l'alemany com Als Gott eine Frau war el 1989 i a l'italià com Quando Dio era una donna el 2011.
Stone va estar aproximadament deu anys compromesa en la recerca d'allò menys conegut, de vegades amagat en representacions del Sagrat Femení, des d'Europa fins a les societats de l'Orient Mitjà, per tal de completar la seva obra. En el llibre, descriu aquests arquetips i reflexions de dones com dirigents, entitats sagrades i matriarques benevolents, i també trama una fotografia més gran de com les nostres societats modernes van créixer cap a un present de desigualtats. Possiblement la reclamació/debat més polèmica en el llibre de Stone és la visió que interpreta ella de com el fet pacífic, el matriarcat benevolent en la societat i les veneracions tradicionals a deesses (incloent-hi l'antic Egipte) que va ser atacat, soscavat i finalment destruït gairebé completament, per les tribus antigues incloent-hi hebreus i més tard els cristians primerencs. Per a tal tasca varen intentar destruir qualsevol símbol visible de la sacralització d'allò femení, incloent-hi l'art, escultura, costura i literatura. La raó que és que aquelles societats antigues volien imposar el Sagrat Masculí per tal d'esdevenir predominants en el poder, regular la vida de les dones i les energies de la divinitat femenina. Segons Stone, el Torah o el Vell Testament eren dins moltes maneres un intent masclista de reescriure la història de la societat humana, canviant simbolisme femení a masculí.
El llibre acabaria sent utilitzat de forma instrumental per l'augment de la teologia feminista sobretot en els 1970 als 1980, juntament amb autores com Elizabeth Gould Davis, Riane Eisler i Marija Gimbutas. Alguns l'han relacionat també amb la feina d'autors com Margaret Murray i Robert Graves.